# Лужице (Южночешский край)
Лужице (чеш. Lužice, бывш. нем. Luschitz) — муниципалитет на юге Чешской Республики, в Южночешском крае. Входит в состав района Прахатице.
Один из самых малонаселённых муниципалитетов Чехии.

## География
Расположен на расстоянии 15 км к востоку от Прахатиц и в 20,5 км к северо-западу от центра города Ческе-Будеёвице.
Граничит с городом Нетолице (с севера) и муниципалитетами Льгенице (с юго-запада) и Бабице (с юго-востока).
Связан автобусным сообщением с городом Нетолице.

## История
Впервые упоминается в 1400 году.
До 1870-х годов Лужице было частью муниципалитета Звиржетице (ныне часть Бабице), с 1950-х по 1976 год часть муниципалитета Хваловице, затем до 1990 года — часть муниципалитета Немчице, в остальное время — самостоятельный муниципалитет.

### Изменение административного подчинения
- 1850 год — Австрийская империя, Богемия, край Пльзень, политический район Прахатице, судебный район Нетолице;
- 1855 год — Австрийская империя, Богемия, край Писек, судебный район Нетолице;
- 1868 год — Австро-Венгрия, Цислейтания, Богемия, край Писек, политический район Прахатице, судебный район Нетолице[5];
- 1920 год — Чехословацкая Республика, Ческе-Будеёвицкая жупания[чеш.], политический район Прахатице, судебный район Нетолице;
- 1928 год — Чехословацкая Республика, Чешская земля, политический район Прахатице, судебный район Нетолице;
- 1939 год — рейхсгау Верхний Дунай, район Круммау[6];
- 1945 год — Чехословацкая Республика, Чешская земля, административный район Прахатице, судебный район Нетолице[7];
- 1949 год — Чехословацкая республика, Пльзеньский край, район Водняни[8];
- 1960 год — ЧССР, Западно-Чешский край, район Прахатице;
- 2003 год — Чехия, Пльзенький край, район Прахатице, ОРП Прахатице.

## Политика
На муниципальных выборах 2018 года выбрано 5 депутатов муниципального совета из 6 кандидатов списка «Объединение Лужице 2018», из 2 кандидатов списка «Будущее» не прошёл никто.

## Население
| Год  | Численность | Численность |
| ---- | ----------- | ----------- |
| 1869 | 193         | [ 10 ]      |
| 1880 | 165         | [ 10 ]      |
| 1890 | 165         | [ 10 ]      |
| 1900 | 155         | [ 10 ]      |
| 1910 | 117         | [ 10 ]      |
| 1921 | 145         | [ 10 ]      |
| 1930 | 130         | [ 10 ]      |
| 1950 | 79          | [ 10 ]      |
| 1961 | 75          | [ 10 ]      |
| 1970 | 65          | [ 10 ]      |
| 1980 | 56          | [ 10 ]      |
| 1991 | 45          | [ 10 ]      |
| 2001 | 45          | [ 10 ]      |
| 2014 | 38          | [ 11 ]      |
| 2016 | 38          | [ 12 ]      |
| 2017 | 37          | [ 13 ]      |
| 2018 | 39          | [ 14 ]      |
| 2019 | 40          | [ 15 ]      |
| 2020 | 39          | [ 16 ]      |
| 2021 | 37          | [ 17 ]      |
| 2022 | 40          | [ 18 ]      |
| 2023 | 41          | [ 19 ]      |
| 2024 | 40          | [ 20 ]      |
| 2025 | 45          | [ 2 ]       |

По переписи 2011 года в деревне проживало 39 жителей (из них 37 чехов и 2 не указавших национальность, в 2001 году — 100 % чехов), из них 22 мужчины и 17 женщин (средний возраст — 44 года).
Из 35 человек старше 14 лет 11 имели базовое (в том числе неоконченное) образование, 21 — среднее, включая учеников (из них 9 — с аттестатом зрелости), 3 — высшее (все магистры).
Из 39 человек 13 были экономически активны (в том числе 1 в декретном отпуске и 2 безработных), 24 — неактивны (12 неработающих пенсионеров, 1 рантье, 3 иждивенца и 8 учащихся).
Из 11 работающих 4 работали в строительстве, по одному — в сельском хозяйстве, в промышленности, в транспортно-складской отрасли, в образовании и в здравоохранении. Имеется конный манеж.